# Kalendarium historii Olsztyna
Kalendarium historii Olsztyna

## Kalendarium

### DoXIIIw.
- ok. 7700 p.n.e. – na terenie dzisiejszego Olsztyna pojawiają się myśliwi, którzy przywędrowali tu z rejonu Morza Bałtyckiego (ślady bytności odnaleziono m.in. w Kortowie).
- ok. 2900 p.n.e. – pierwsi osadnicy i osady w pobliżu jezior (np. nad Jeziorem Krzywym)
- ok. 1100–400 p.n.e. – osada obronna kultury łużyckiej na prawym brzegu Łyny (dzisiejsza ul. Grabowskiego naprzeciw Szpitala Miejskiego), najstarsza znana osada obronna (grodzisko) z terenu Olsztyna
- VI–I w. p.n.e. – obszar oddziaływania kultury kurhanów zachodniobałtyjskich utożsamianej z Prabałtami
- III – I w. p.n.e. – wczesna epoka żelaza, osady w Jarotach, Brzezinach, Pozortach, a także w Kortowie, Dajtkach i Likusach, cmentarzysko w Redykajnach, osada przy obecnej ul. Kasprowicza na Zatorzu, osady obronne na terenów jezior Płociduga i Fajferek
- I–II w. – osadnictwo Estów (ludy bałtyjskie); kontakty handlowe miejscowej ludności z kupcami rzymskimi, wpływy kultury przeworskiej (wandalskiej)
- II-V w. – wpływ kultury wielbarskiej (gocko-gepidzkiej), osadnictwo Gotów obejmujące tereny późniejszego Olsztyna i okolic
- V w. – opustoszenie ziemi nad Łyną na kilkadziesiąt lat po wyemigrowaniu Gotów
- VI-VII w. – bogata kultura znana jako grupa olsztyńska, opanowanie okolic Olsztyna przez germański lud tej kultury, prawdopodobnie Herulów
- VIII-XI w. – kształtowanie się plemion pruskich po opuszczeniu osad kultury olsztyńskiej, grodzisko i osada w Lesie Miejskim, wpływy handlowe wikingów, prawdopodobne osadnictwo rolnicze nad Łyną Galindów, Pomezanów i Bartów
- XI–XIII w. – opustoszenie południowych Prus, okolice Olsztyna niezamieszkane w obrębie opustoszałej Galindii
- 1230–1283 – podbój Prus przez zakon krzyżacki przy wsparciu min. książąt polskich

### XIV-XVw.
- do 1329 – kolonizacja północnej i środkowej Warmii, dotarcie osadnictwa do granic opustoszałej Galindii
- 1334 – wójt warmiński Henryk von Luter założył w ziemi Bertingen w Galindii drewniano-ziemną strażnicę puszczańską
- 1335 – powstanie majątku rycerskiego Bartążek, pierwszej osady w okolicach Olsztyna
- 1337 – założenie wsi: Wadąg, Pistki, Brąswałd, Dywity
- 1342 – powstanie wsi Jaroty – dzisiaj dzielnica Olsztyna
- 1345 – powstanie wsi: Warkały, Jonkowo, Bartąg, Tomaszkowo
- 1346 – przekazanie ziem Bertingen i Gudikus na utrzymanie kapituły warmińskiej, powstanie komornictwa olsztyńskiego, ustanowienie komornika Sanglade
- 1347 – rozpoczęcie budowy zamku murowanego w zakolu Łyny (data prawdopodobna)
- 1348, maj – spotkanie dostojników kapituły w strażnicy w Bartingen w celu wyznaczenia terenu pod nowe miasto; założenie wsi: Linowo, Gągławki (majątek rycerski), Gronity i Cegłowo
- 1348, 31 grudnia – założenie Kieźlin (pierwsza wzmianka o „nowym mieście” w dokumencie lokacyjnym wsi)
- 1353, 31 października – kapituła warmińska nadała przywilej lokacyjny na prawie chełmińskim dla miasta o nazwie Allenstein (kamień nad Łyną), zasadźcą i sołtysem ustanowiony został Jan z Łajs
- 1354
  - Jan z Łajs (zasadźca i dziedziczny sołtys Olsztyna) otrzymał od kapituły warmińskiej majątek (62 łany), przekształcony później na wieś czynszową – Różnowo.
  - zniszczenie przez Litwinów pod wodzą Kiejstuta i Olgierda zamku w Barczewku, spustoszenie ziemi Gunlauken
- 1356, 21 stycznia – najazd „potężnego wojska” litewskiego pod wodzą Kiejstuta, Olgierda i Patryka z Grodna na Warmię, zniszczenie i spustoszenie 17 wsi w komornictwie olsztyńskim (terra Allenstein), bezskuteczne oblężenie miasta i zamku w Olsztynie
- 1372 – Jan z Łajs wyniesiony do stanu szlacheckiego
- 1378
  - 4 maja – otrzymanie przywileju, który pozwolił przesunąć granicę miasta w kierunku północnym.
  - rozpoczęcie budowy Bramy Górnej
- 1380, 21 stycznia – pierwsze cechy rzeźników, piekarzy i szewców otrzymały przepisy
- 1410, 18 lipca – otwarcie bram miasta przed wojskami Władysława Jagiełły
- 1414, 8 sierpnia – wydanie zamku olsztyńskiego polsko-litewskim wojskom Władysława Jagiełły i Witolda w czasie wojny głodowej, splądrowanie oraz spalenie miasta i wszystkich podolsztyńskich wsi, majątków i młynów oraz dwóch kościołów, śmierć 535 osób w komornictwie olsztyńskim
- 1440, 5 maja – Olsztyn przystąpił do Związku Pruskiego
- 1454, luty – mieszczanie wzięli udział w powstaniu przeciwko zakonowi krzyżackiemu i opanowali zamek, uznając zwierzchnictwo króla polskiego
- 1455, 17 sierpnia – zajęcie miasta przez Krzyżaków (okupacja do 1463)
- 1463 – biskup warmiński Paweł Legendorf, w porozumieniu z zakonem krzyżackim, przejął od załóg krzyżackich zamki i miasta warmińskie (w tym Olsztyn), obsadzając je własnymi załogami
- 1464, 16 marca – biskup Paweł Legendorf odstąpił od zakonu i przeszedł na stronę Związku Pruskiego. Cała Warmia uznała zwierzchnictwo króla polskiego.
- 1466, 19 października – na mocy II traktatu toruńskiego, kończącego wojnę trzynastoletnią, Warmia została wcielona do granic państwa polskiego.
- 1479 – kanonicy warmińscy schronili się w Olsztynie przed wojskami królewskimi, wysłanymi dla poskromienia biskupa Mikołaja Tungena (wybranego wbrew woli króla). Wkrótce przeniesiono na zamek olsztyński skarbiec i archiwum kapitulne (w przekonaniu, iż jest to miejsce najbardziej bezpieczne).
- 1489 – biskup warmiński Łukasz Watzenrode, wuj Mikołaja Kopernika, dokonał w kościele św. Jakuba konsekracji ołtarza Bożego Ciała (pewne elementy ołtarza zachowały się do dziś w ołtarzu św. Katarzyny).

### XVI-XVIIw.
- 1511, 1 stycznia – Mikołaj Kopernik po raz pierwszy przybył do Olsztyna (urzędowa wizyta związana z doroczną odprawą urzędników komornictwa
- 1516, 8 listopada – objęcie urzędu administratora dóbr kapituły z siedzibą w Olsztynie przez Mikołaja Kopernika
- 1517, 15 stycznia – Mikołaj Kopernik rozpoczął na zamku olsztyńskim cykl obserwacji pozornej drogi Słońca, czego rezultatem stał się sporządzony przezeń własnoręcznie w krużganku zamkowym wykres o wymiarach 140x705 cm, z wyróżnioną niebieskim kolorem linią równonocy
- 1518, 12 grudnia – Mikołaj Kopernik obserwował w Olsztynie opozycję Marsa
- 1519 – Mikołaj Kopernik opracował na zamku olsztyńskim traktat o monecie, przygotowany na sejm Prus Królewskich
- 1520
  - 23 stycznia – powrót Mikołaja Kopernika z Fromborka
  - 8 listopada – ponowne objęcie urzędu administratora przez Mikołaja Kopernika
  - Mikołaj Kopernik obserwował w Olsztynie opozycje Jowisza i Saturna
- 1521
  - 15 stycznia – podejście wojsk krzyżackich pod miasto
  - 26 stycznia – odparcie szturmu krzyżackiego na mury miejskie Olsztyna (obroną kierował Mikołaj Kopernik)
  - czerwiec – Mikołaj Kopernik przestaje pełnić urząd administratora
  - sierpień – wyprowadzka Mikołaja Kopernika z Olsztyna
- 1522–1538 – Mikołaj Kopernik kilkakrotnie odwiedza Olsztyn, w tym czterokrotnie pełniąc funkcję wizytatora
- 1538, 17 grudnia – przyjęcie hołdu stanów warmińskich przez Jana Dantyszka
- 1550 – budowa Kaplicy Jerozolimskiej i cmentarza – dla biedaków porażonych syfilisem.
- 1562, 30 sierpnia – otrzymanie przez miasto zgody na budowę wieży kościoła św. Jakuba
- 1565
  - wizytacja Stanisława Hozjusza w olsztyńskiej parafii
  - pierwsza wzmianka o olsztyńskiej szkole
  - pierwsze wygłaszane po polsku kazania w Olsztynie
- 1568, 19 sierpnia – wydano wilkierz olsztyński
- 1580, 21 września – poświęcenie przez biskupa warmińskiego Marcina Kromera kaplicy św. Anny na olsztyńskim zamku (dziś pomieszczenie to zwie się Salą Kromerowską)
- 1596 – zakończenie budowy wieży kościoła św. Jakuba oraz zawieszenie na niej 5 dzwonów
- 1599, 9 grudnia – proboszcz olsztyński Ambrosius Merten złożył rezygnację, ponieważ „większość parafian posługiwała się wyłącznie językiem polskim”, którego on nie znał
- 1620, 3 lutego – pożar, w którym spłonęła większa część miasta
- 1624
  - odbudowa spalonego w pożarze XV-wiecznego ratusza
  - zaraza – śmierć połowy ludności Olsztyna
- 1635
  - 21 czerwca – rozkaz opuszczenia miasta przez żołnierzy w celu udania się do Dobrego Miasta, wydany przez Władysława IV
  - 23 lipca – król Polski Władysław IV w Olsztynie
- 1638, 23 marca – olsztyńska szkoła zostaje podporządkowana kolegium braniewskiemu
- 1655, 5 grudnia – wkroczenie Szwedów do Olsztyna; okupacja miasta
- 1656, 17 lutego – wkroczenie do Olsztyna wojsk pruskich (zdradzieckie przymierze Fryderyka Wilhelma ze Szwecją; okupacja miasta)
- 1657 – kolejny pożar w Olsztynie
- 1663, 3 listopada – miasto otrzymało prawo do trzeciego jarmarku
- 1669 – pożar ogarnął większą część miasta

### XVIIIw.
- 1708
  - memoriał rady miejskiej skierowany do kapituły „o nędznym stanie miasta, do jakiego doszło wskutek nakładanych kontrybucji i nieprzyjacielskich napadów”
  - 16 czerwca – spalenie Olsztyna przez okupujące Polskę wojska króla szwedzkiego Karola XII
- 1709–1710 – wyludnienie miasta przez dżumę, całkowite wyludnienie dwóch wsi – Sądyt i Ostrzeszewa
- 1721 – ukończenie budowy dwóch kaplic, będących przedłużeniem naw bocznych kościoła Św. Jakuba (budową kierował Piotr Olchowski)
- 1737 – w Olsztynie pojawiła się figura Chrystusa z kulą ziemską w ręku
- 1751, 17 marca – pierwsza apteka w mieście (w Rynku pod numerem 2), po 200 latach (w 1957) przeniesiona do przeciwległej, południowej pierzei
- 1758
  - 27 lipca – otwarcie drogi do zamku od strony miasta przez most nad fosą
  - zakończenie budowy nowej rezydencji pałacowej, usytuowanej pomiędzy dwoma skrzydłami zamku od strony miasta
  - wkroczenie wojsk rosyjskich na Warmię (okupacja do 1762 roku)

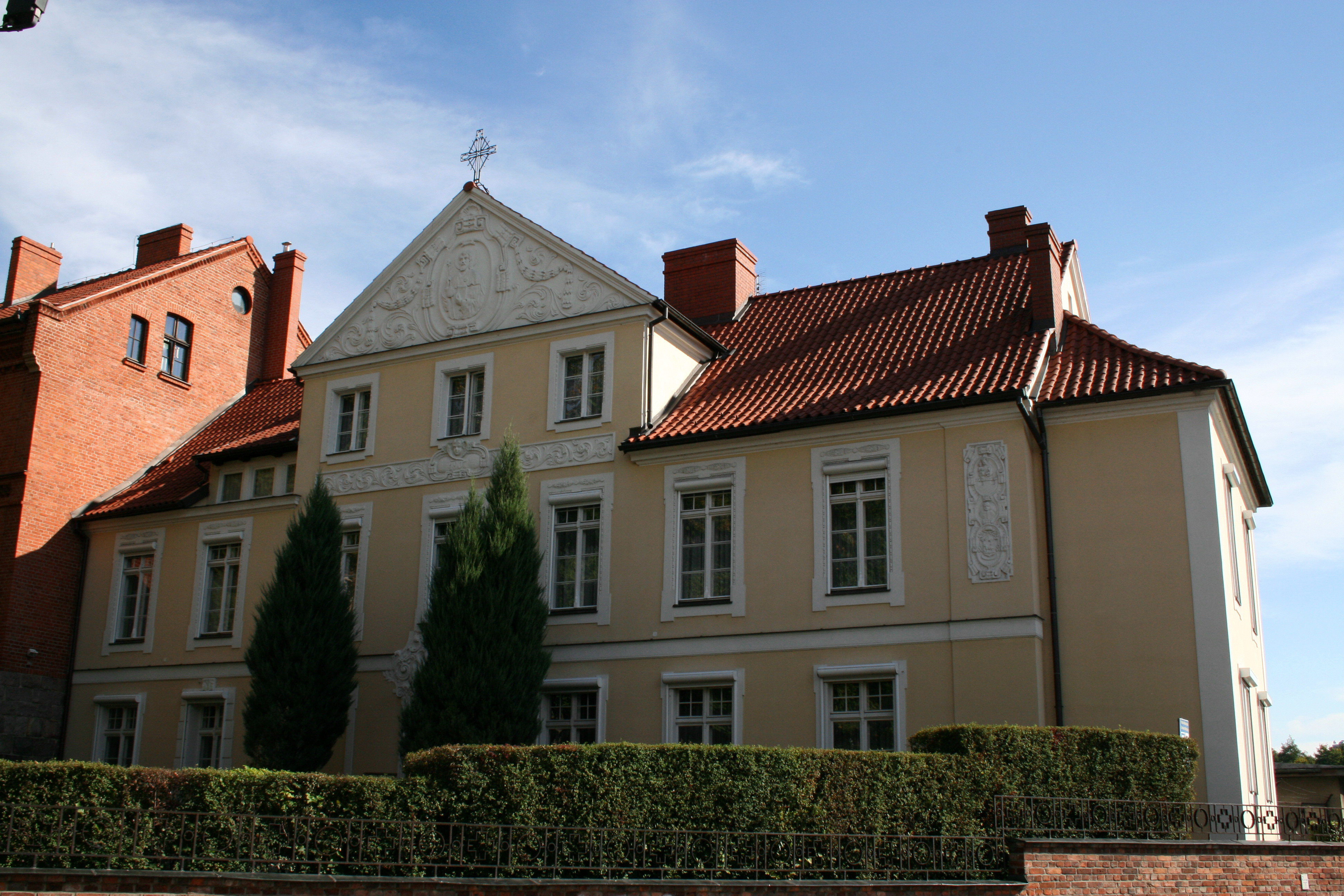
Pałac Archiprezbitera, wzniesiony w l. 1771–1772

- 1765, 22 sierpnia – uchwała rady miejskiej o remoncie ratusza wiosną następnego roku
- 1772, 7 września – wcielenie Olsztyna wraz z całą Warmią do Królestwa Prus; miasto i zamek stają się własnością króla pruskiego
- 1779, 27 września – wizytacja kościoła św. Jakuba przez biskupa warmińskiego – Ignacego Krasickiego
- 1797 – do jedynej w mieście szkoły uczęszcza 119 chłopców; podstawą kształcenia jest łacina oraz czytanie i pisanie po niemiecku i po polsku

### XIXw.
- 1801 – rozbiórka kościoła św. Krzyża (znajdował się w miejscu dzisiejszego nowego ratusza) – dwa boczne ołtarze przeniesione zostały do kościoła w Gutkowie, a ołtarz główny do prawej nawy kościoła św. Jakuba
- 1802, sierpień – wizyta Tadeusza Czackiego w Olsztynie
- 1803 – pożar – spłonęły 63 domy w południowo-zachodniej części miasta; ponadto obsunął się mur przy Bramie Dolnej i zawalił kościół św. Ducha
- 1807
  - 1 stycznia – do miasta wkroczył pułk piechoty francuskiej; okupacja trwała do 11 grudnia (z krótką przerwą). Wojska francuskie pozyskiwały drewno na opał z rozbiórki otaczających miasto budowli należących do mieszczan; rozebrano 9 stodół (144 częściowo), 83 szopy, 57 spichrzów). Na Górnym Przedmieściu 10 domów mieszkalnych legło w gruzach.
  - 3 lutego – miała miejsce bitwa pod Olsztynem między wojskami francuskimi a rosyjskimi; z tej okazji Olsztyn odwiedza cesarz Francuzów Napoleon Bonaparte i szereg jego dowódców. Cesarz odbiera defiladę na Rynku, spożywa obiad na Zamku i obserwuje swoje wojska z wieży kościoła w Gutkowie. Później powstała historia o niejakim Rydzewskim, który rzekomo próbował zamachu na cesarza, mierząc weń ze strzelby z dachy domu nr 8 (wówczas najwyższego budynku przy Rynku)[1].
- 1808
  - 10 kwietnia – uchwała magistratu o regulacji ulic na przedmieściach (na przedpolach Bramy Górnej i Bramy Dolnej)
- 1818, 6 maja – Olsztyn stolicą powiatu i siedzibą starostwa powiatowego
- 1825, 25 lipca – uregulowanie Łyny na obszarze miasta
- 1831, 7 listopada – wybuch epidemii cholery
- 1832, 12 stycznia – koniec epidemii; dzięki szczelnemu zamknięciu miasta, zmarło tylko 71 osób
- 1837 – oddanie do użytku Mostu Szpitalnego (później nazwany Mostem Świętojańskim), u jego wylotu od ok. 1690 istniał szpital (przytułek dla ubogich)
- 1837–1846 – szerzenie się głodu w mieście
- 1841 – na miejscu dzisiejszego Placu Jedności Słowiańskiej zasypano część dawnej fosy miejskiej
- 1843
  - powstanie drukarni na Górnym Przedmieściu
  - przy ulicy Szańcowej otwarto lazaret powiatowy, który przyjął chorych zakaźnie
- 1845 – otwarcie kąpieliska miejskiego nad Jeziorem Fajferek
- 1848 – powstanie Klubu Konstytucyjnego
- 1859
  - oddano do użytku most na Wadągu – skrócenie drogi do Dobrego Miasta ulicą Królewską (dzisiaj al. Wojska Polskiego).
  - wzniesiono nowe, zachodnie skrzydło ratusza
- 1860
  - otwarcie browaru przy szosie Dobromiejskiej, który funkcjonuje do dziś (al. Wojska Polskiego 20)
  - oddanie do użytku nowego budynku szkoły przy ul. Pieniężnego
- 1862
  - 10 czerwca – pierwszy jarmark na Końskim Targu (dziś Plac Roosevelta)
  - rada miejska postanowiła zbudować w lesie miejskim od strony Dywit dom leśniczego, wiatę dla spacerowiczów oraz letnią restaurację (teren nazwano „Wzgórzem św. Jakuba”, dziś Jakubowo)
- 1863
  - 11 września – po aresztowaniu Wojciecha Kętrzyńskiego zostaje on osadzony w areszcie w Bramie Górnej
  - 16 września – proces Wojciecha Kętrzyńskiego przez sądem w Olsztynie
- 1866
  - 13 lipca – wybuch epidemii cholery, śmierć poniosło 215 osób
  - otwarcie bitej drogi łączącej Olsztyn z Olsztynkiem
- 1867
  - 15 października – otwarcie Szpitala Mariackiego
- 1868 – zakończenie remontu kościoła Św. Jakuba

- 1872

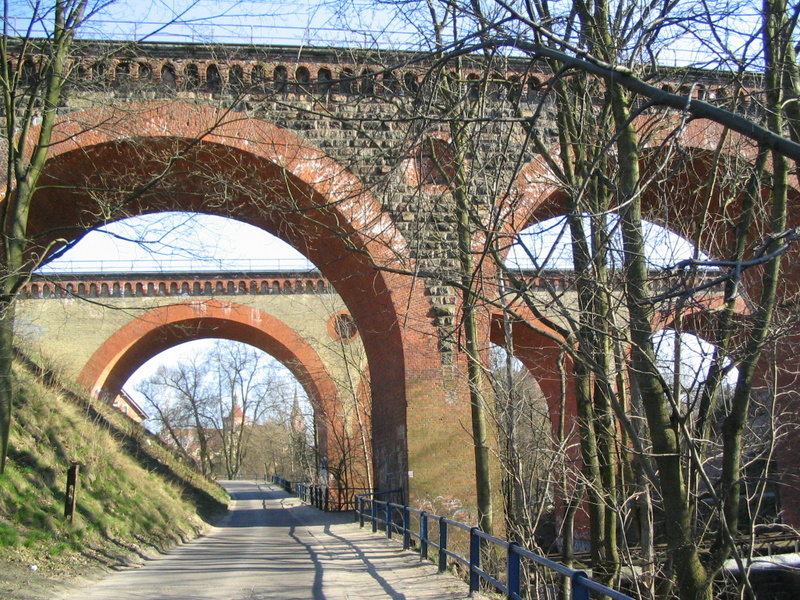
Most kolejowy w Olsztynie, wzniesiony w l. 1872–1873

  - decyzja magistratu o budowie szosy łączącej miasto z odległym od niego, budującym się dworcem kolejowym (ul. Dworcowa, dziś ul. Partyzantów).
  - zakończenie budowy dwutorowego wiaduktu, dworca głównego oraz nasypu kolejowego w kierunku na Dajtki
  - 26 listopada – pierwszy pociąg wjechał na stację kolejową w Olsztynie; uruchomiono połączenie kolejowe z Czerwonką
- 1873
  - 25 czerwca – otwarcie linii kolejowej, łączącej Olsztyn z Ostródą
  - 24 lipca – wprowadzenie przez władze pruskie zakazu używania języka polskiego w szkołach
  - otwarcie pierwszego gimnazjum żeńskiego
  - przeniesienie epitafium Alberta Nowiejskiego, administratora kapituły warmińskiej w Olsztynie, fundatora przytułku dla ubogich zbudowanego w 1690, do kaplicy Szpitala Mariackiego (dziś Szpital Miejski), gdzie istnieje do dziś.
- 1877
  - 4 września – zakończenie budowy synagogi żydowskiej (przy ul. Miłakowskiej, dziś ul. Grunwaldzka)
  - 15 października – poświęcenie kościoła ewangelickiego (przy zamku); jako kamień węgielny wmurowano pod ołtarzem rzekomy głaz ofiarny pogańskich Prusów, co miało symbolizować jedność z ludem pierwotnie zamieszkującym tę ziemię.
  - 16 października – otwarcie średniej szkoły męskiej
- 1878, 24 sierpnia – otwarcie miejskiego kąpieliska na Jeziorze Długim
- 1880
  - 1 października – przeniesienie siedziby Sądu Okręgowego do nowego gmachu, zbudowanego w stylu neogotyku (zaprojektowanego przez Zygmunta Gorgolewskiego)
  - 15 października – rozpoczyna produkcję nowoczesna rzeźnia miejska
- 1882
  - 12 maja – zapadła decyzja o budowie II Prowincjonalnego Zakładu dla Umysłowo Chorych w Kortowie – pierwsze budowle stanęły w 1883
  - osuszenie jeziora Fajferek
- 1883
  - 15 sierpnia – pierwszy pociąg do Morąga
  - 1 listopada – pierwszy pociąg do Szczytna
  - oddanie do użytku gmachu Zarządu Kolei (dziś Komenda Miejska Policji)
  - otwarcie drogi bitej łączącej Olsztyn z Barczewem
- 1884
  - 1 listopada – pierwszy pociąg do Ornety przez Dobre Miasto
  - początek stacjonowania w Olsztynie Wschodniopruskiego Batalionu Strzelców
- 1885 – w Olsztynie otworzono szpital garnizonowy
- 1886
  - 3 kwietnia – uroczyste wprowadzenie do nowo zbudowanych koszar (na zapleczu cmentarza św. Jakuba) Wschodniopruskiego Pułku Dragonów
  - 16 kwietnia – pierwszy numer Gazety Olsztyńskiej
  - rozbudowa fabryki maszyn i kotłów (Karla Roenscha) oraz budowa nowej fabryki maszyn (Gustawa Franka)
  - otwarcie szpitala dla nerwowo i psychicznie chorych w Kortowie
- 1887
  - 30 września – poświęcenie gimnazjum męskiego przy ulicy Wartemborskiej (dziś ul. Dąbrowszczaków) – obecnie w budynku mieści się I Liceum Ogólnokształcące
  - 1 października – otwarcie gmachu poczty przy ulicy Wilhelmowskiej (dziś ul. Pieniężnego); w 1907 został rozbudowany
  - 1 listopada – pierwszy pociąg do Olsztynka
- 1888
  - 1 października – pierwszy pociąg na linii Olsztyn–Nidzica–Działdowo
  - przeprowadzka liceum żeńskiego do budynku przy ulicy Wyzwolenia
  - wprowadzono uliczną numerację domów
- 1889
  - 15 października – uruchomienie Gazowni Miejskiej
  - do Olsztyna przeniósł się Eugeniusz Buchholz; otworzył on księgarnię, skład papieru, introligatornię i drukarnię
- 1890, 27 września – pierwszy numer „Nowin Warmińskich” (pismo ukazywało się do 28 czerwca 1891)[2]
- 1891
  - marzec – powstanie polskiego stowarzyszenia społeczno-kulturalnego Zgoda
  - 8 maja – pierwsze polskie przedstawienie teatralne w Olsztynie
  - budowa Domu Zdrojowego w Jakubowie (dziś rejonowa przychodnia lekarska)
  - do koszar w rejonie dzisiejszej ulicy Kasprowicza wprowadził się batalion grenadierów 4. pułku im Króla Fryderyka II
  - 1892, lipiec – instalacja pierwszych telefonów w mieście

- 1893

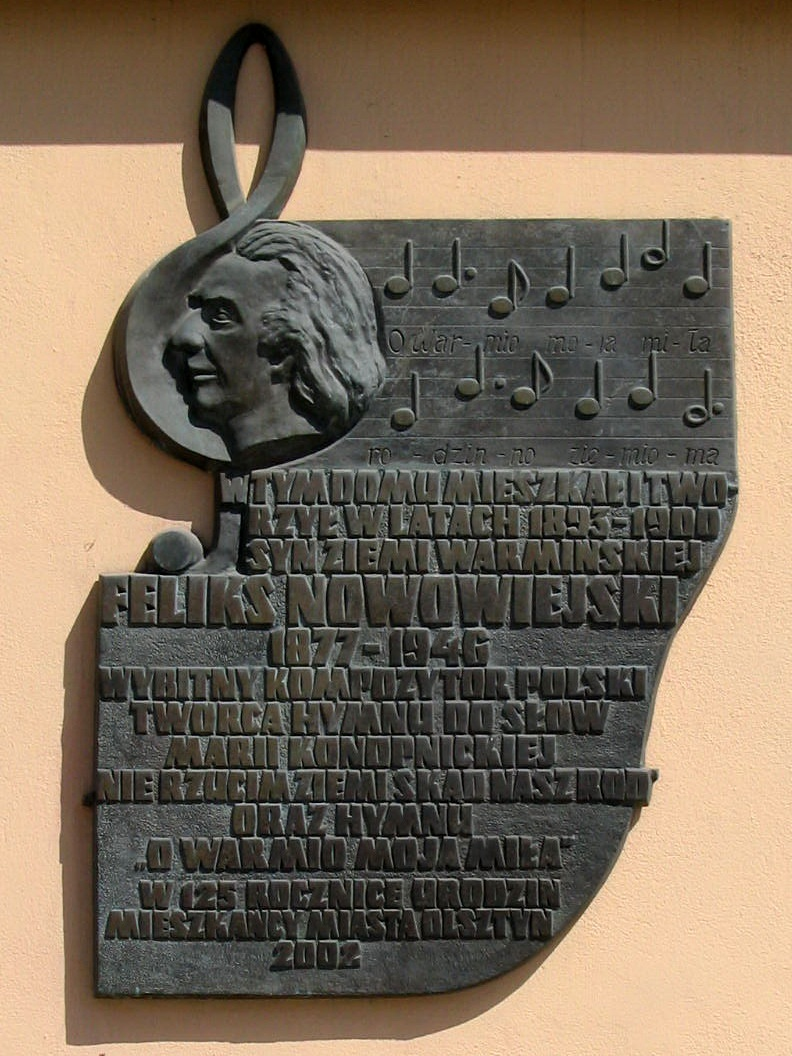
Tablica upamiętniająca miejsce zamieszkania Feliksa Nowowiejskiego w Olsztynie w l. 1893-1900

  - 25 października – przenosiny redakcji Gazety Olsztyńskiej do budynku przy ulicy Podkościelnej (dzisiejszej Staszica)
  - 22 grudnia – pierwszy numer Warmiaka
  - wzniesienie budynku Dworca Zachodniego
- 1894
  - 1 kwietnia – oddanie do użytku katolickiej szkoły powszechnej dla chłopców (według projektu Roberta Luckhardta) – dziś Szkoła Podstawowa nr 10 im. Władysława Broniewskiego przy al. Niepodległości
  - zakończenie budowy domu dla starostwa powiatowego przy ulicy Szrajbera
- 1895
  - oddanie do użytku mostu drogowego nad torami kolejowymi; dotychczasowy przejazd kolejowy ze szlabanami, znajdujący się na przedłużeniu ulicy Dobromiejskiej (dziś ul 1 Maja) ulega likwidacji
  - oddanie do użytku żelaznego wiaduktu na torami kolejowymi łączącego miasto z Zatorzem
- 1898
  - 1 października – do koszar nad Jeziorem Długim został wprowadzony 1. batalion 150. pułku piechoty
  - zakończenie budowy kompleksu gmachów więziennych
- 1899
  - 1 maja – otwarcie mleczarni parowej na zapleczu ulicy Wilhelmowskiej (dziś ul. Pieniężnego)
  - 1 lipca – przekazanie miastu stacji pomp nad Jeziorem Krzywym
  - 1 sierpnia – oddanie do użytku systemu kanalizacji miejskiej
  - zakupienie od gminy Likusy Jeziora Krzywego i przyłączenie do miasta
- 1900 – zakończenie budowy wieży ciśnień na Wzgórzu św. Andrzeja (dziś przy ul. Żołnierskiej)

### XXw.

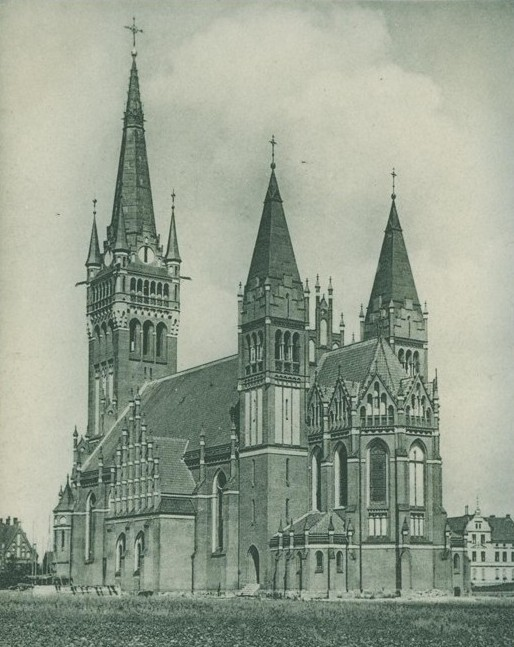
Kościół Najświętszego Serca Pana Jezusa w 1904

- 1901, 19 czerwca – przekazanie do użytku przejścia dla pieszych pod torami kolejowymi, łączące dzisiejsze ul. 1 Maja z al. Wojska Polskiego.
- 1902 – oddanie do użytku podziemnych tuneli umożliwiających przechodzenie na perony dworca głównego
- 1903, 19 października – konsekracja kościoła Serca Jezusowego
- 1904 – otwarcie cmentarza katolickiego na zapleczu kościoła św. Józefa (na Zatorzu)
- 1905
  - 31 marca – ostatni numer Warmiaka
  - 21 października – Olsztyn stolicą rejencji, odpowiedniczki dzisiejszego województwa
- 1907
  - 30 października – poświęcenie sanatorium przeciwgruźliczego dla kobiet (dziś przy ul. Jagiellońskiej, w Lesie Miejskim)
  - 15 listopada – oddanie do użytku elektrowni wodnej na rzece Wadąg
  - 14 grudnia – uruchomiono linię elektryczną
  - 15 grudnia – uruchomienie trakcji tramwajów elektrycznych
  - otwarcie neogotyckiego gmachu żeńskiego seminarium nauczycielskiego i szkoły ćwiczeń, później spalonego przez Armię Czerwoną (obecnie w tym miejscu stoi gmach Urzędu Wojewódzkiego)
- 1909
  - 30 listopada – przekazanie do użytku kompleksu budynków, mieszczących wspólnie miejską straż pożarną, zakład oczyszczania miasta i pogotowie ratunkowe
  - powstanie gimnazjum realnego przy ulicy Klebarskiej (dzisiejszej Alei Piłsudskiego)
  - poszerzenie Mostu św. Jana (z 6,90 do 14,50 m)
- 1910
  - 17 lutego – Olsztyn miastem wydzielonym w randze powiatu miejskiego
  - 1 kwietnia – otwarcie szkoły ludowej (podstawowej) przy ulicy Jagiellońskiej
  - 14 lipca – dochodzi do wielkiego strajku olsztyńskich robotników
  - 1 października – 3 batalion 146. pułku piechoty otrzymał nowe koszary przy ul. Wadąskiej (dziś Jagiellońska)
- 1911
  - 1 lipca – zakończenie budowy gmachu przy dzisiejszej ulicy Emilii Plater 1, do którego wprowadza się rejencja olsztyńska (w czasie II wojny światowej była tu siedziba gestapo, po wojnie znalazła tu siedzibę Dyrekcja Okręgowa Kolei Państwowych, obecnie Wojewódzki Sąd Administracyjny i Urząd Marszałkowski)
  - ukończenie renowacji zamku
  - powstanie Banku Ludowego – spółdzielni pożyczkowo-oszczędnościowej zorganizowanej przez warmińskich chłopów
- 1912, 31 października – rozpoczęcie budowy nowego ratusza

- 1913

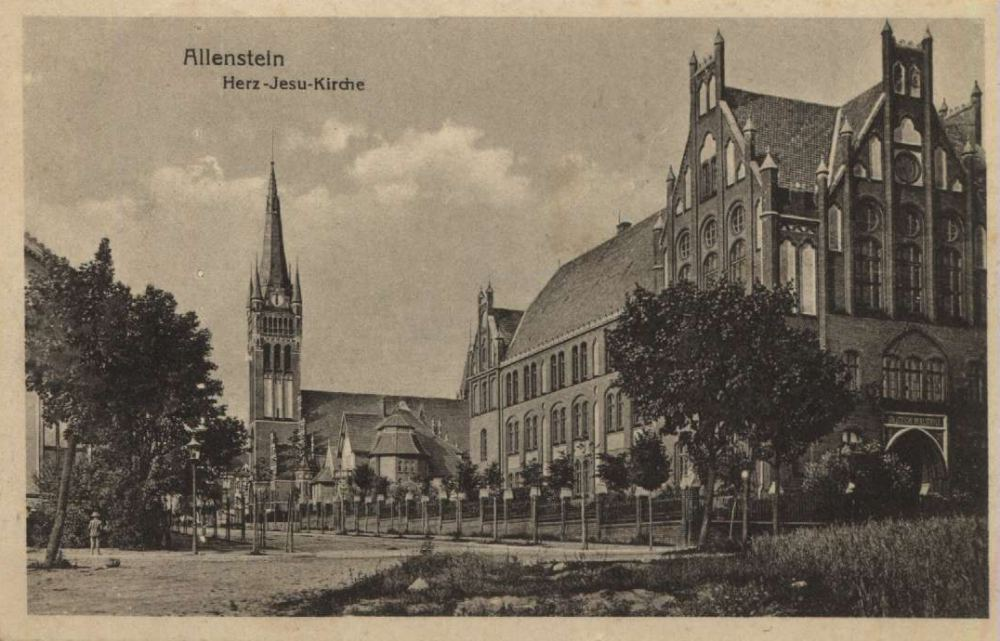
Kościół pw. Najświętszego Serca Pana Jezusa w 1916 r.

  - 4 maja – rozpoczęcie budowy kościoła garnizonowego
  - 18 czerwca – na wojskowym poligonie w Dajtkach wylądował pierwszy samolot.
  - październik – oddanie do użytku kościoła Św. Józefa
- 1914
  - 27 sierpnia – zajęcie miasta przez Rosjan; następnie wycofanie po dwóch dniach
  - oddanie do użytku kościoła garnizonowego

- 1916

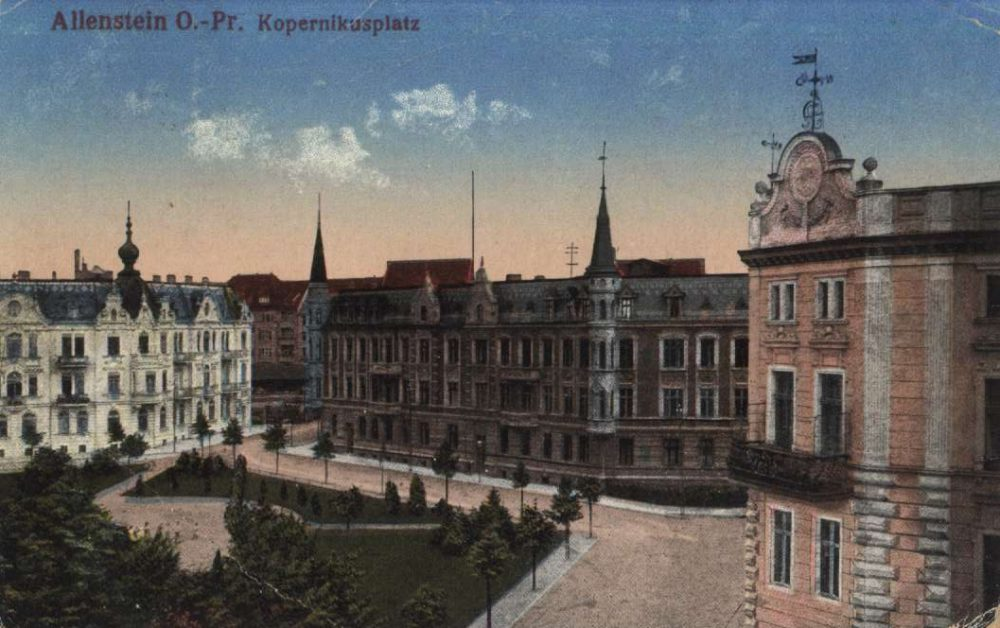
Ówczesny niem. Kopernikusplatz, 1917 r. (obecnie pl. Bema).

  - 4 lipca – inauguracyjne posiedzenia rady miejskiej w nowo zbudowanym ratuszu
  - 9 listopada – odsłonięcie pomnika Mikołaja Kopernika, wykonanego przez Johannesa Goetza
- 1918
  - 9 listopada – w Olsztynie powstaje Rada Żołnierska, dzień później przekształcona w Radę Żołniersko-Robotniczą
  - 24 listopada – powstanie Warmińskiej Rady Ludowej
- 1919
  - 5 marca – stan wyjątkowy w mieście ogłoszony na skutek zamieszek ulicznych
  - 2 maja – inauguracja działalności zasadniczej i średniej szkoły handlowej w Starym Ratuszu; w 1932 szkołę przeniesiono do nowego gmachu przy ul. Królewskiej 31 (dziś al. Wojska Polskiego).
  - grudzień – Polacy kupili hotel „Reichshof” i urządzili w nim biura Mazurskiego Komitetu Plebiscytowego; po plebiscycie dom mieścił aż do 1939 r. polskie organizacje (Dom Polski); obecnie ma w nim siedzibę Ośrodek Badań Naukowych im. Wojciecha Kętrzyńskiego

- 1920

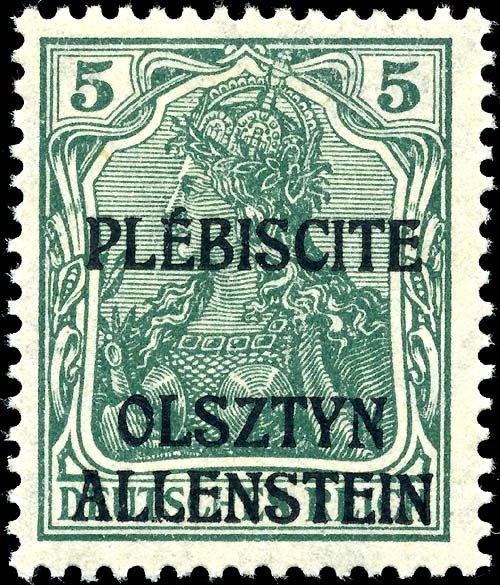
Znaczek pocztowy wydany przez Niemców na pamiątkę plebiscytu z 1920 r.

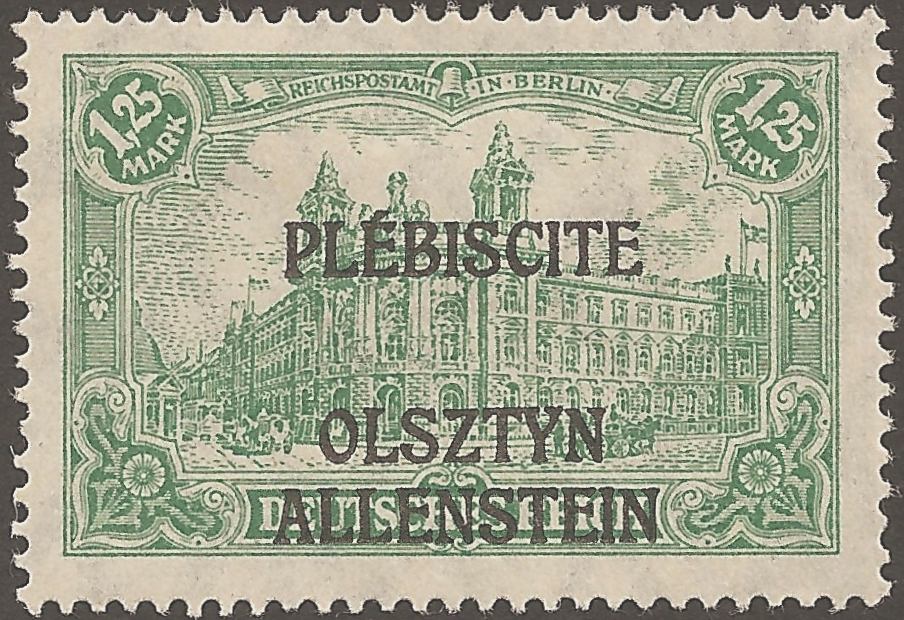
Nadruk na znaczku pocztowym z okazji plebiscytu na Warmii i Mazurach

  - 10 lutego – otwarcie Konsulatu Generalnego RP w Olsztynie
  - 12 lutego – miasto pod rządami Komisji Alianckiej
  - 30 czerwca – 600-osobowy tłum niemieckich szowinistów zaatakował siedzibę Mazurskiego Komitetu Plebiscytowego w Domu Polskim, wezwana przez Polaków policja nie reagowała, dopiero po pojawieniu się Anglików zamieszki ustały. Sytuacja powtarzała się codziennie, 2 lipca Anglicy założyli wokół Domu Polskiego zasieki z drutu kolczastego, co zapewniło Polakom względne bezpieczeństwo.
  - 11 lipca – plebiscyt, na mocy którego Olsztyn pozostał w granicach Niemiec. „Za Prusami Wschodnimi” oddano w Olsztynie 16 742 głosy, „za Polską” – 342. Polskie MSZ oświadczyło: Udział Polaków w głosowaniu był wprost minimalny, a śmiesznie niski odsetek głosów oddanych za Polską, nie odpowiadający nawet w przybliżeniu cyfrom stosunku obu narodów, zamieszkałych na Warmii i Mazurach, jest tylko logicznym następstwem nieuwzględnienia słusznych żądań Polski dla odroczenia plebiscytu aż do czasu, gdy ludność, wolna od wszelkich presji i terroru, będzie mogła wypowiedzieć swoją wolę w tak ważnej sprawie. Napływ ogromny osób, nadesłanych z Niemiec, jako uprawnionych do głosowania z tego jedynie powodu, że się urodziły na tym terytorium oraz terror stosowany przez Niemców w sposób najbezwzględniejszy, musiały doprowadzić do abstynencji od głosowania. Nadto stwierdzono cały szereg faktów fałszowania wyników głosowania, co było Niemcom ułatwione wskutek nieobecności polskich członków komisji gminnych, których do lokalów wyborczych nie dopuszczono.
  - 1 sierpnia – przekazanie Niemcom terenów plebiscytowych
  - 30 listopada – powołanie do życia Związku Polaków w Prusach Wschodnich
  - powstanie Stadionu Leśnego
- 1921
  - 14 października – utworzenie Miejskiej Biblioteki Publicznej, z siedzibą w Starym Ratuszu (formalne otwarcie – luty 1923)
  - 11 listopada – powołanie do życia Polsko-Katolickiego Towarzystwa Szkolnego na Warmię
- 1925, 12 lipca – otwarcie teatru miejskiego, noszącego nazwę der Treudank („podziękowanie za Wierność”, otwarcie nastąpiło w piątą rocznicę zwycięskiego dla Niemców plebiscytu narodowościowego) – dziś Teatr im. Stefana Jaracza
- 1926 – budowa czterech pasów startowych na olsztyńskim lotnisku w Dajtkach, 1 czerwca rozpoczęły się w sezonie letnim regularne loty pasażerskie Lufthansy do Gdańska
- 1927
  - 1 kwietnia – powstanie nowej szkoły podstawowej przy ulicy Kościuszki
  - 2 czerwca – uchwała rady miasta o budowie szkoły rolniczej wraz z ogrodem doświadczalnym (przy dzisiejszej ulicy Okrzei 1a)
  - utworzenie w Olsztynie Sekretariatu Towarzystwa Bibliotek i Czytelni Ludowych, którego zadaniem było krzewienie polskiej książki wśród tutejszych Polaków

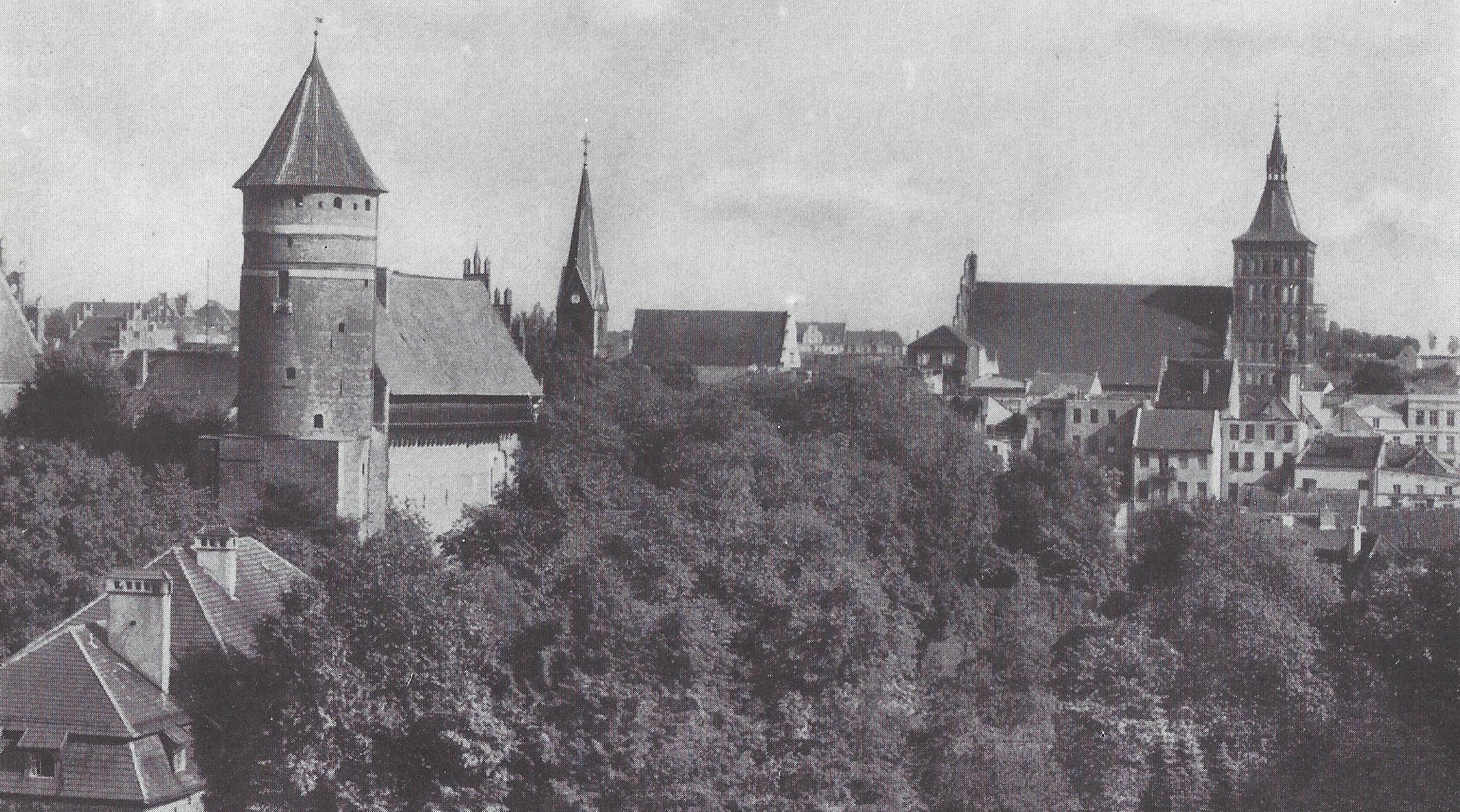
Panorama Starego Miasta w latach 30. XX w.

- 1930 – otwarcie polskiej szkoły w Jarotach
- 1932
  - otwarcie kąpieliska miejskiego nad jeziorem Ukiel
  - otwarcie klasztoru bernardynów oraz kościoła Chrystusa Króla na Zatorzu
- 1933, 27 sierpnia – na lotnisku w Dajtkach wylądował Kanclerz Rzeszy – Adolf Hitler

- 1935

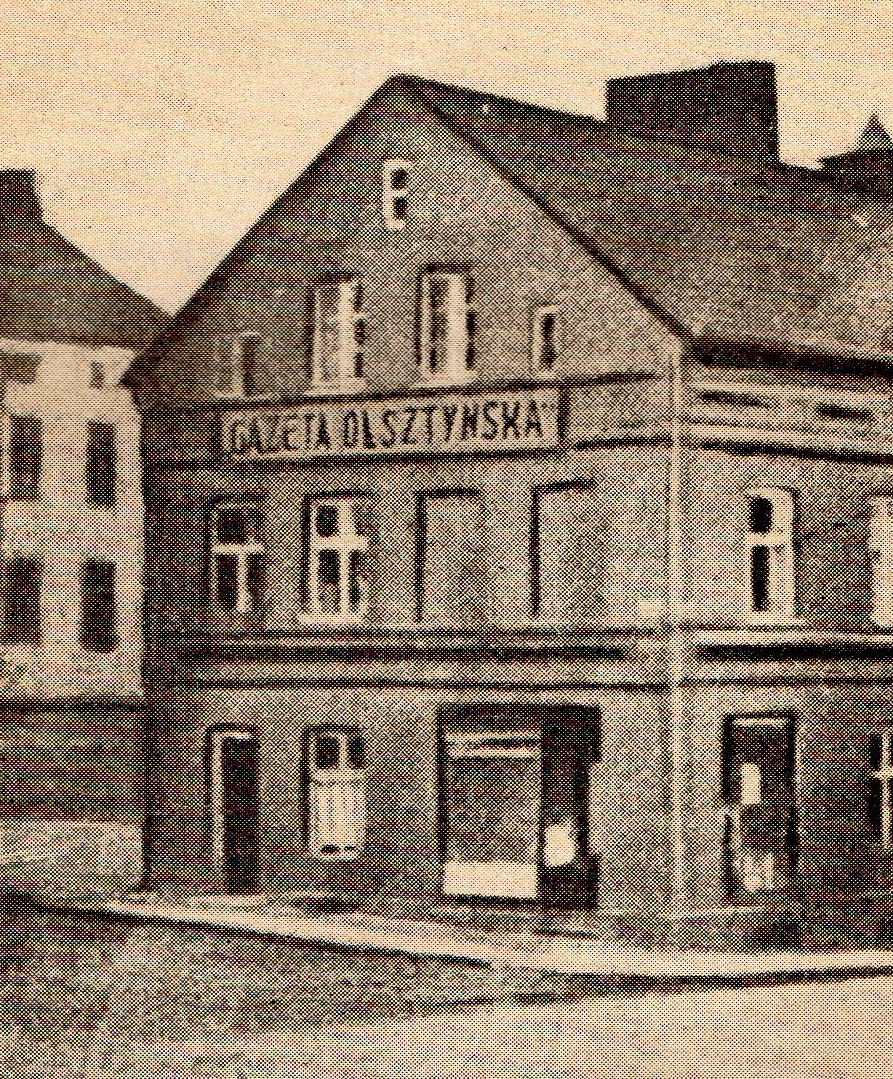
Dom „Gazety Olsztyńskiej” – międzywojenna siedziba redakcji „Gazety Olsztyńskiej”

  - 17 października – w Olsztynie powstał oddział Centralnej Biblioteki Polskiej w Niemczech, który objął swym zasięgiem Warmię, Mazury i Powiśle.
  - 27 października – rozpoczęcie działalności Wschodniopruskiego Hufca Związku Harcerstwa Polskiego w Niemczech
  - początek budowy osiedla nad Jeziorem Długim oraz Kolonii Mazurskiej
- 1937 – przeniesienie XIII-wiecznej figury Chrystusa z Targu Końskiego na skrzyżowanie ulic Warszawskiej i Jagiellończyka
- 1938
  - oddanie do użytku szpitala ewangelickiego im. Hindenburga przy Adolf Hitler Allee (wcześniej ul. Królewska, obecnie al. Wojska Polskiego); później został spalony przez Armię Czerwoną, odbudowany w 1953 jako Szpital Kolejowy
  - 9/10 listopada – „kryształowa noc” – pogrom Żydów; spłonęła olsztyńska synagoga (przy dzisiejszej ulicy Grunwaldzkiej), hitlerowskie bojówki demolowały sklepy kupców żydowskich i wybijały okna w ich domach, liczne aresztowania
- 1939
  - 2 stycznia – MZK wprowadziły próbne połączenia omnibusowe na trasie centrum–Osiedle Mazurskie.
  - 1 września – wybucha II wojna światowa; policja hitlerowska wkroczyła do wszystkich polskich instytucji w mieście.
  - 1 września – uruchomienie trakcji trolejbusowej
- 1940 – uruchomienie dwóch pierwszych miejskich linii autobusowych
- 1942
  - 24 czerwca – z dworca głównego wyrusza transport ok. tysiąca Żydów z olsztyńskiego getta (istniało od 1940 przy dzisiejszej ul. Grunwaldzkiej)
  - 2 sierpnia – kolejny transport Żydów, tym razem ewakuowanych z domów starców w Królewcu i Olsztynie

- 1945

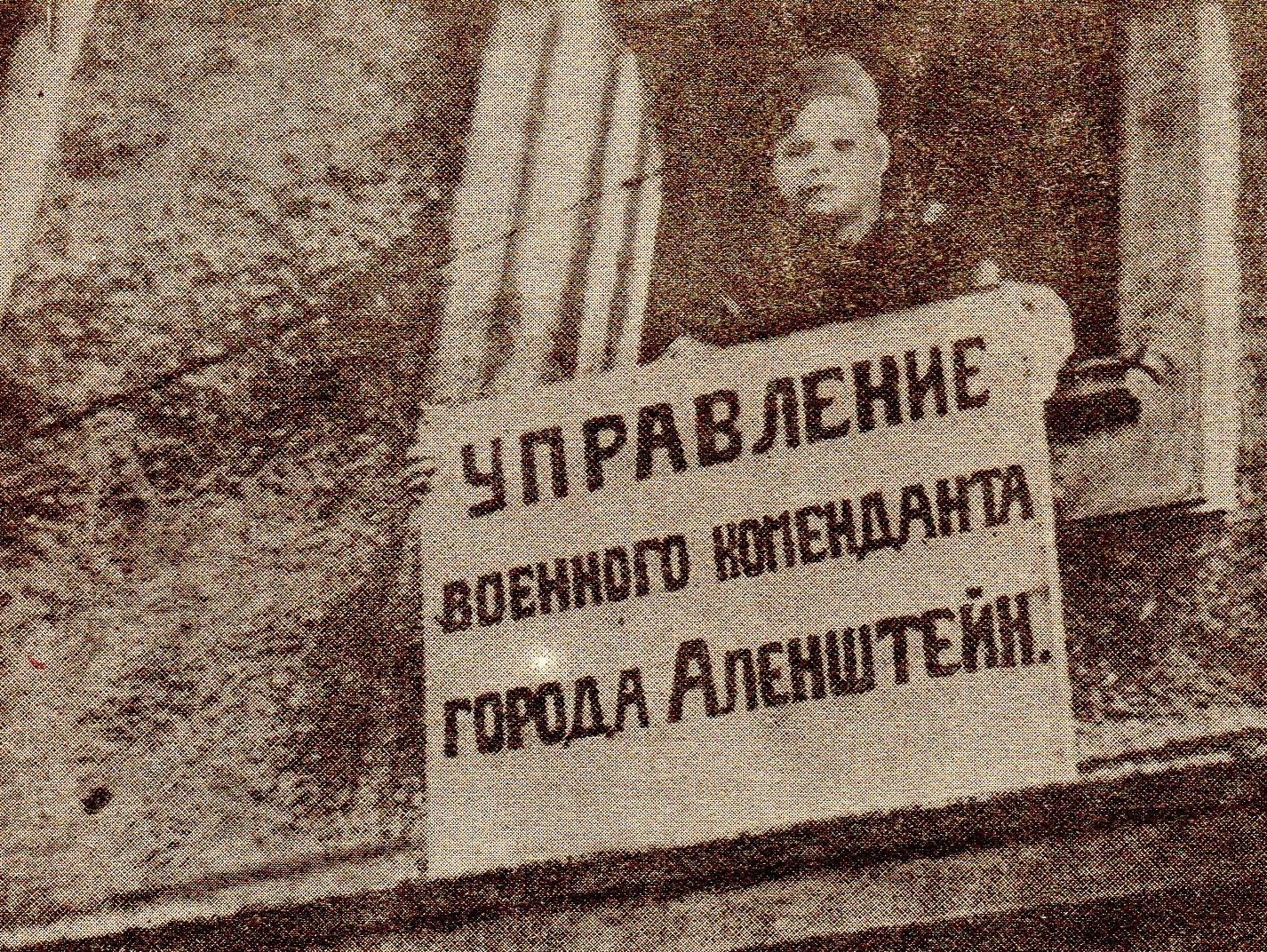
Radziecka komendantura wojskowa w 1945

  - 17 stycznia – rozkaz dowódcy 2. Frontu Białoruskiego, marszałka Związku Radzieckiego Konstantego Rokossowkiego dla dowódcy 3. Korpusu Kawalerii Gwardii, gen. Mikołaja Oślikowskiego zobowiązujący do zajęcia Olsztyna do 22 stycznia
  - 19 stycznia – ewakuacja z terenu miasta urzędów państwowych i gestapo; samochody krążące po mieście nadały komunikat dla ludności nakazujący pozostanie w domach, kto dom opuścił i wzniecił przez to zamieszki miał być ukarany karą śmierci.
  - 22 stycznia – Armia Czerwona weszła do Olsztyna, bestialsko grabiąc i podpalając całe miasto (wojsko niemieckie opuściło Olsztyn)
  - 23 stycznia – zmasowany ogień obrony niemieckiej od strony Kieźlin uniemożliwił Czerwonoarmistom przeprawę przez rzekę Wadąg.
  - 17 lutego – przybycie grupy dwudziestu polskich kolejarzy
  - 29 marca – początek Muzeum Warmii i Mazur w Olsztynie – pierwszej placówki muzealnej na Ziemiach Odzyskanych
  - 30 marca – Bronisław Latosiński prezydentem miasta
  - 13 kwietnia – otwarcie Urzędu Pocztowego Olsztyn 1 (zwanego Pocztą Główną), w zabytkowym budynku poczty z 1887
  - 23 maja – Pełnomocnik Rządu RP na Okręg Mazurski, płk Jakub Prawin, przejął z rąk sowieckiego komendanta wojennego płk Szumskiego pełnię władzy cywilnej w okręgu
  - 15 lipca – rozegrany został mecz piłkarski, zapoczątkowujący historię klubów Warmia Olsztyn i Stomil Olsztyn
  - 17 lipca – wznowił działalność powstały w warunkach konspiracji na terenie Generalnego Gubernatorstwa Instytut Mazurski. Później Instytut przekształcił się w Stację Naukową Instytutu Zachodniego, następnie w Stację Naukową Polskiego Towarzystwa Historycznego. Sukcesorem Stacji jest Ośrodek Badań Naukowych im. Wojciecha Kętrzyńskiego razem z Towarzystwem Naukowym im. Wojciecha Kętrzyńskiego (posiadaczem bezcennej biblioteki regionalnej, udostępnionej w Domu Polskim w Olsztynie przy ul. Partyzantów 87)
  - 8 sierpnia – powstanie Akademii Administracyjnej, następnie przekształcona w Wyższą Szkołę Prawno – Ekonomiczną (później została przejęta przez Uniwersytet Mikołaja Kopernika w Toruniu jako Studium Prawno-Administracyjne)
  - 4 września – otwarcie Szkoły Muzycznej im. Fryderyka Chopina

- 1946

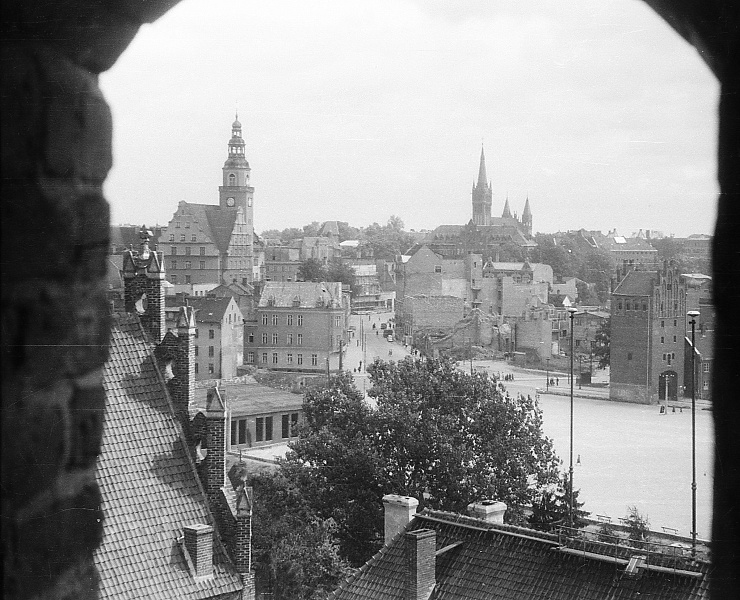
Centrum Olsztyna w 1949

  - uruchomienie pierwszej powojennej linii tramwajowej (po remoncie zniszczonej przez Armię Czerwoną zajezdni tramwajowej) oraz trolejbusowej
  - 15 sierpnia – erygowano Niższe Seminarium Duchowne
  - 27 sierpnia – powstał Aeroklub Olsztyński
- 1949, 17 września – powołanie (w Redykajnach) Wyższego Seminarium Duchownego „Hosianum”, nawiązującego do tradycji erygowanego w 1565 w Braniewie Collegium Hosianium
- 1950
  - 31 maja – powstanie Wyższej Szkoły Rolniczej (w Kortowie), w 1972 przemianowana na Akademię Rolniczo-Techniczną
  - 5 czerwca – z mocy ustawy sejmowej Zarząd Miejski, jako organ samorządowy, ulega rozwiązaniu
  - 16 grudnia – rozpoczęcia działalności I Oddziału Miejskiego Narodowego Banku Polskiego
- 1952, 2 października – rozpoczęcie działalności Polskiego Radia w Olsztynie jako Ekspozytury Polskiego Radia (nadawała kablem do sieci głośników)
- 1953
  - „trójka murarska” (2 mężczyzn i kobieta) biło rekord krajowy w układaniu cegieł przy budowie chłodni olsztyńskiej
- 1956 – zakończenie akcji odgruzowywania miasta
- 1957, 24 sierpnia – powstaje Młodzieżowa Spółdzielnia Mieszkaniowa Pojezierze (obecnie SM Pojezierze), założona przez Zarząd Miejski Związku Młodzieży socjalistycznej
- 1958, 28 kwietnia – wizytacja diecezji warmińskiej przez prymasa Wyszyńskiego
- 1959
  - zakończenie odbudowy spalonych w 1945 kamieniczek na Starym Mieście
  - 22 lipca – otwarcie nowej rozgłośni radiowej w mieście[3]
- 1961, 1 października – otwarcie nowego cmentarza komunalnego przy ulicy Poprzecznej
- 1963, 26 marca – inauguracja działalności Ośrodka Badań Naukowych im. Wojciecha Kętrzyńskiego
- 1965
  - dziennik Głos Olsztyński osiągnął nakład 100 000 egzemplarzy
  - 30 stycznia – otwarcie Domu Towarowego „Dukat”, zbudowany według projektu Jerzego Sołtana i Zbigniewa Ihnatowicza
  - 20 listopada – likwidacja trakcji tramwajowej
- 1966
  - włączenie do granic miasta majątku Posorty, Dajtek, część wsi Łupstychu, Dywit, Wadąga, Kieźlin, Zalbek, Gutkowa, Likus, Ostrzeszewa, Szczęsnego i Tracka
  - 23 marca – zebranie założycielskie Towarzystwa Miłośników Olsztyna
- 1967
  - 22 stycznia – na wieży ratuszowej rozbrzmiały kuranty, odgrywające Hymn Warmijski
  - w lipcu kręcono w Olsztynie sceny do kilku odcinków serialu Stawka większa niż życie – Jezioro Kortowskie, zamek, Stare Miasto, lotnisko w Dajtkach, gazownia, most w Dywitach
  - 28 października – rozpoczyna produkcję Olsztyński Zakład Opon Samochodowych
- 1968 – wmurowanie aktu erekcyjnego pod budowę Państwowej Szkoły Muzycznej przy ul. Kościuszki 39, według projektu Leona Kowalczyka
  - otwarcie Olsztyńskich Zakładów Opon Samochodowych (obecnie Michelin)
- 1969, 15 września – inauguracja pierwszego roku akademickiego w Wyższej Szkole Nauczycielskiej w budynkach dotychczasowego Studium Nauczycielskiego przy ul. Żołnierskiej
- 1970, 15 sierpnia – otwarcie Olsztyńskich Zakładów Graficznych im. Seweryna Pieniężnego
- 1971, 31 lipca – likwidacja trakcji trolejbusowej
- 1972 – oddanie do eksploatacji gazociągu i stacji redukcji gazu ziemnego ze złóż rosyjskich
- 1973, 1 stycznia – powstanie wydawnictwa „Pojezierze”
- 1973
  - otwarcie Planetarium Lotów Kosmicznych
  - zdobycie przez siatkarzy AZS-u Olsztyn pierwszego tytułu mistrza Polski
- 1974 – inauguracja pierwszego roku akademickiego w Wyższej Szkole Pedagogicznej, powstałej w wyniku nadania dotychczasowej Wyższej Szkole Nauczycielskiej statusu wyższej uczelni
- 1976, 25 stycznia – pożar w śródmieściu – płonie budynek sądów, zbudowany w 1880
- 1978 – centralne dożynki, których gospodarzem był Edward Gierek; nadzwyczajne fundusze umożliwiły dokonanie licznych inwestycji, niestety niektóre z nich spowodowały zniszczenie zabytkowych budynków
- 1979 – Józef Glemp biskupem warmińskim
- 1982 – Miejska Rada Narodowa przywraca historyczny herb miasta – postać apostoła Jakuba Starszego
- 1991 – wizyta w mieście Ojca Świętego Jana Pawła II
- 1994 – rozpoczęła nadawanie pierwsza w mieście komercyjna stacja radiowa – WA-MA FM
- 1999, 4 września – utworzenie Uniwersytetu Warmińsko-Mazurskiego

### XXIw.

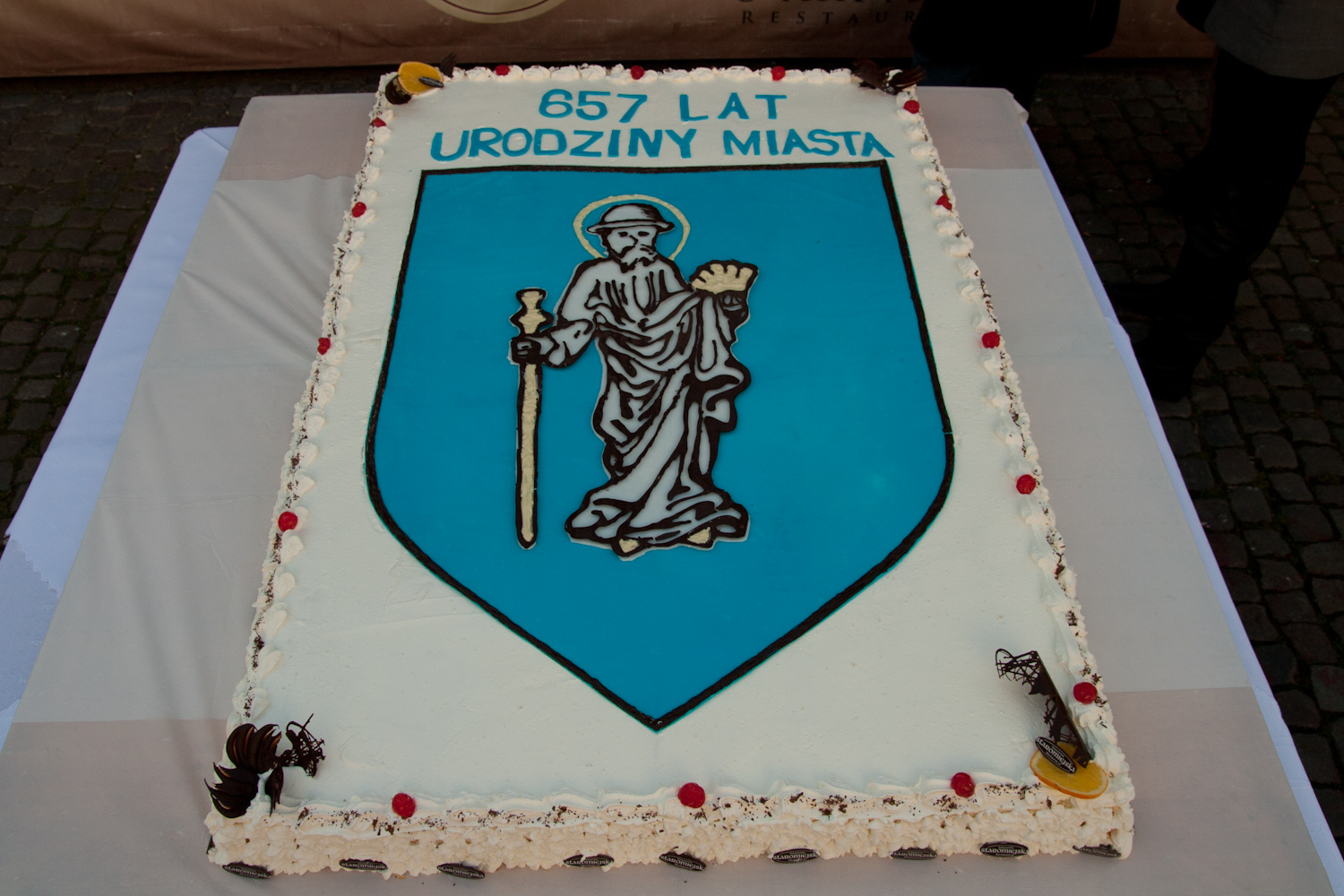
Urodzinowy tort na 657-lecie Olsztyna

- 2001, 17 grudnia – pierwsza emisja regionalnej TVP3 Olsztyn z 10 min. programem olsztyńskim
- 2003 – obchody 650-lecia Olsztyna
- 2008, 14 marca – aresztowanie prezydenta Olsztyna Czesława Małkowskiego w związku z zarzutami gwałtu i wykorzystywania zależności służbowej
- 2008, 16 listopada – odwołanie Czesława Małkowskiego z funkcji prezydenta miasta na skutek referedum gminnego
- 2009, 1 marca – wybór Piotra Grzymowicza na nowego Prezydenta Olsztyna

## Przynależność państwowa

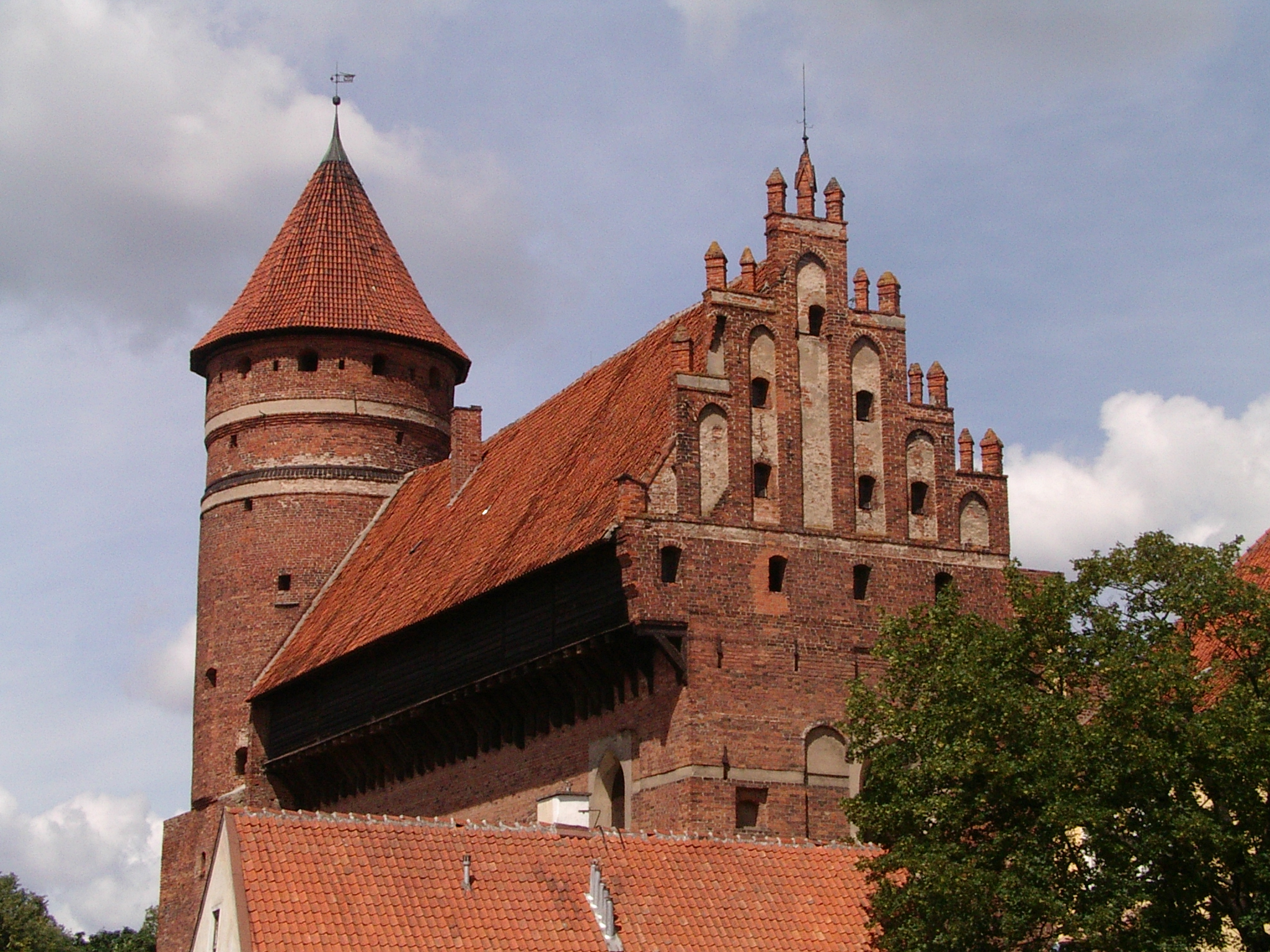
Zamek Kapituły Warmińskiej – siedziba administratorów komornictwa olsztyńskiego w czasach przynależności do Królestwa Polskiego

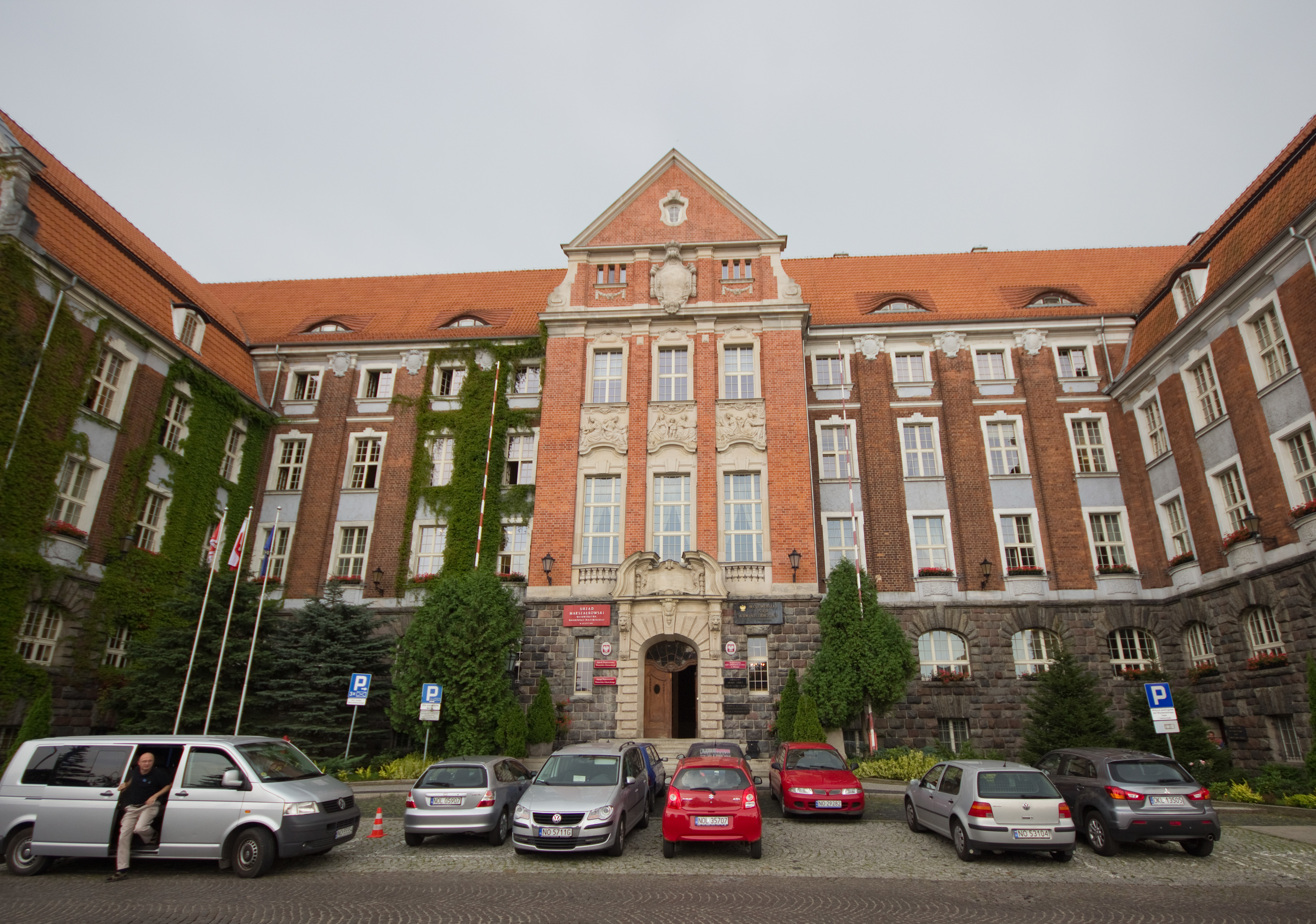
Współczesny Urząd Marszałkowski województwa warmińsko-mazurskiego

Od uzyskania praw miejskich Olsztyn (wraz z całą Warmią) znajdował się pod panowaniem następujących państw:
- 1353–1454 –  Prusy Zakonne, Dominium Warmińskie
- 1454–1455 –  Korona Królestwa Polskiego, Dominium Warmińskie
- 1455–1464 –  Prusy Zakonne, Dominium Warmińskie
- 1464–1466 –  Korona Królestwa Polskiego, Dominium Warmińskie
- 1466–1569 –  Korona Królestwa Polskiego, prowincja wielkopolska,  Prusy Królewskie,  księstwo warmińskie, komornictwo olsztyńskie
- 1569–1772 –  Rzeczpospolita Korony Polskiej i Wielkiego Księstwa Litewskiego, Korona Królestwa Polskiego, prowincja wielkopolska,  Prusy Królewskie,  Księstwo Warmińskie, komornictwo olsztyńskie
- 1772–1829 –  Królestwo Prus,  prowincja Prusy Wschodnie
- 1829–1867 –  Królestwo Prus, prowincja Prusy[4]
- 1867–1871 –  Związek Północnoniemiecki,  Królestwo Prus, prowincja Prusy[4]
- 1871–1878 –  Rzesza Niemiecka,  Królestwo Prus, prowincja Prusy[4]
- 1878–1919 –  Rzesza Niemiecka,  Królestwo Prus,  prowincja Prusy Wschodnie, od 1905: rejencja olsztyńska
- 1919–1933 –  Rzesza Niemiecka,  kraj związkowy Prusy,  prowincja Prusy Wschodnie, rejencja olsztyńska
- 1933–1935 –  [5] Rzesza Niemiecka,  kraj związkowy Prusy,  prowincja Prusy Wschodnie, rejencja olsztyńska
- 1935–1938 –  Rzesza Niemiecka,  prowincja Prusy Wschodnie, rejencja olsztyńska
- 1938–1945 –  Rzesza Wielkoniemiecka[6],  prowincja Prusy Wschodnie, rejencja olsztyńska
- 1945–1946 –  Rzeczpospolita Polska, okręg mazurski (okręg IV)
- 1946–1952 –  Rzeczpospolita Polska, województwo olsztyńskie (tzw. duże)
- 1952–1975 –  Polska Rzeczpospolita Ludowa, województwo olsztyńskie (tzw. duże)
- 1975–1989 –  Polska Rzeczpospolita Ludowa, województwo olsztyńskie (tzw. małe)
- 1989–1998 –  Rzeczpospolita Polska, województwo olsztyńskie
- od 1999 –  Rzeczpospolita Polska,  województwo warmińsko-mazurskie